# Le ultime lettere ai genitori 1922-1924
Le ultime lettere ai genitori 1922-1924 è un epistolario scritto da Franz Kafka tra gli anni 1922 e 1924.

## Contenuti
Le lettere riportate nel testo furono acquistate da un antiquario di Praga nell'aprile del 1986. Si trattava di 32 lettere e cartoline postali che Kafka scrisse ai suoi genitori negli ultimi anni della sua vita. Le lettere, considerate perdute e completamente inedite (tranne l'ultima che Max Brod pubblicò nella sua monografia su Kafka negli anni trenta, ma con omissioni) sono state raccolte a cura di Josef Čermák e Martin Svatoš e sono state pubblicate in prima edizione originale in tedesco nel 1990 a Praga dalle edizioni Odeon.
Le lettere vengono conservate in un plico come parte del "Fondo Franz Kafka" negli archivi del museo della letteratura cecoslovacca di Praga col numero di accensione 27/86 ed è composto da nove lettere, ventidue cartoline postali e una cartolina illustrata.
La prima lettera fu scritta da Kafka il 26-27 luglio 1922 durante il suo soggiorno a Planá nad Lužnicí, quattro lettere e otto cartoline postali furono inviate nel periodo ottobre 1923-fine gennaio 1924 da Berlino-Steglitz, due lettere, tre cartoline postali e la cartolina illustrata furono spedite nel febbraio e nella prima metà di marzo da Berlino-Zehlendorf, il resto della corrispondenza viene dall'Austria: tre cartoline dal sanatorio di Wienerwald tra il 7 e il 10 aprile 1924, cinque da Vienna dalla clinica del professor Hajek, dall'11 al 16 aprile, e le ultime tre cartoline e due lettere dal sanatorio del dottor Hoffmann a Kierling nelle settimane tra il 21 aprile e l'inizio di giugno, quando Kafka morì.

## Edizione italiana
- Franz Kafka, Le ultime lettere ai genitori. 1922-1924, traduzione di Claudio Groff, a cura di Josef Čermák e Martin Svatoš,[2] con un saggio di Pietro Citati, Collana Varia saggistica straniera, Milano, Rizzoli, settembre 1990,  p. 159, ISBN 88-17-84050-5.